# Сарук (дегестан, остан Марказі)
Сарук (перс. ساروق) — дегестан в Ірані, у бахші Сарук, в шагрестані Фараган остану Марказі.

## Населені пункти
До складу дегестану входять такі населені пункти:
- Багадорестан
- Ґавджеллу
- Ґоміз
- Джамабад
- Джірія
- Калаг-Нешін
- Калье-є Арджанаванд
- Каркан-е Бала
- Каркан-е Паїн
- Катар-е Агадж-е Софла
- Ленджаб-е Софла
- Магмудіє
- Сарук
- Сонкорабад
- Тур
- Фарсі-Джан